# Christian Theunert

Christian Theunert, Entwurf für die Olympische Kunstmedaille 1956, Gips, 17,5 × 17,5 cm

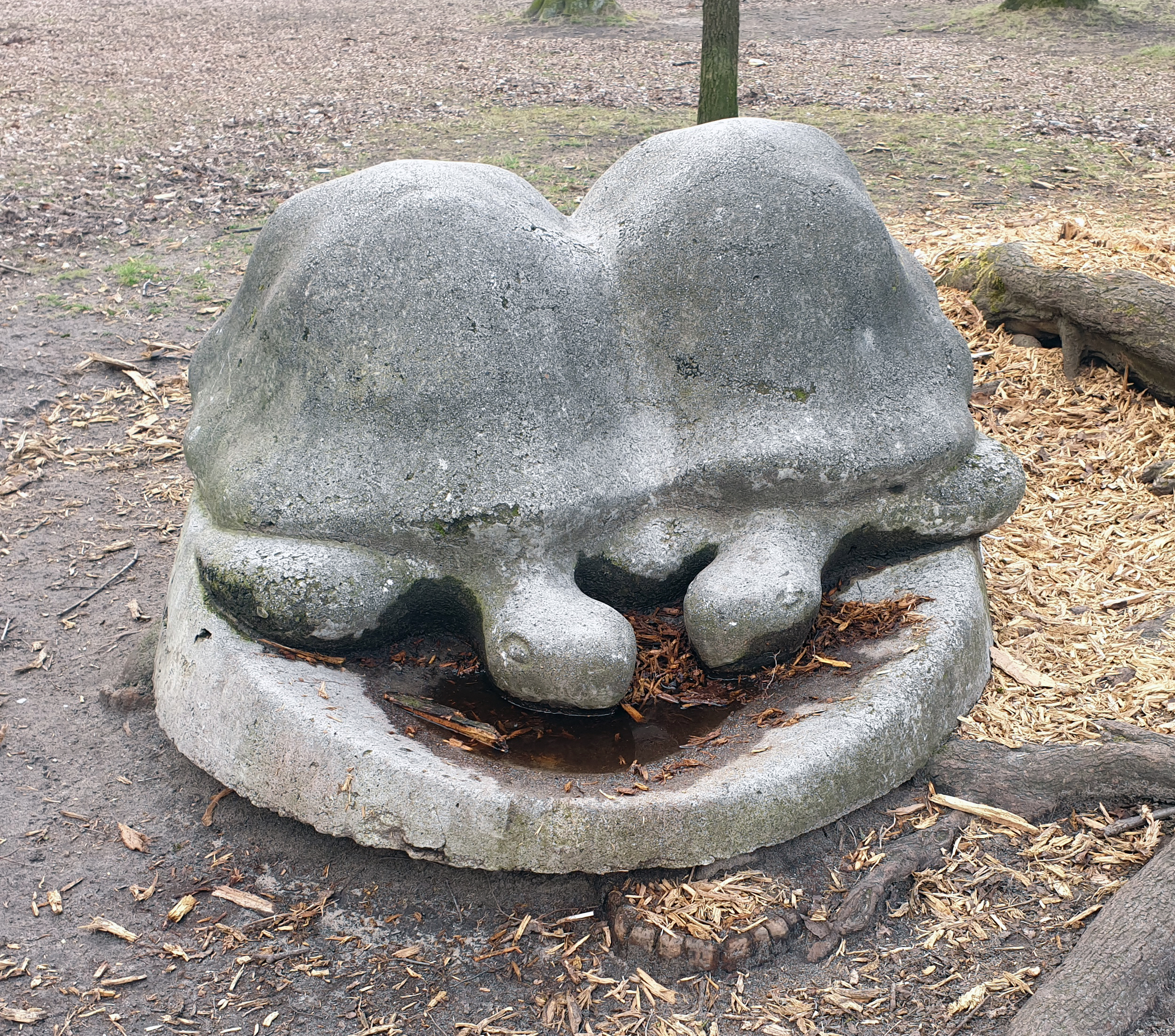
Schildkrötengruppe im Heinrich-Laehr-Park, in Berlin-Zehlendorf

Christian Theunert (* 18. Juni 1899 in Neuwied, Rheinprovinz, Preußen; † 23. Juli 1981 in Berlin) war ein deutscher Bildhauer, Maler, Grafiker und Dichter.

## Leben
Christian Theunert wurde am 18. Juni 1899 als jüngstes von vier Kindern in Neuwied am Rhein geboren. Er legte an einem humanistischen Gymnasium sein Abitur ab. 1916 kämpfte er als Kriegsfreiwilliger an der Front, wo er eine schwere Gasvergiftung davontrug. 1918 belegte er einen Studienplatz der Kunstgeschichte, hielt aber nur drei Semester durch, weil es ihn zu handwerklich-schöpferischer Tätigkeit trieb. An die Ausbildung zum Holz- und Steinbildhauer schloss er 1922 ein Studium an der Akademie für Bildende Künste in München an. 1924 wechselte er an die Berliner Hochschule für Bildende Kunst, wo er 1930 sein Studium bei Professor Edwin Scharff beendete.
Seine erste Einzelausstellung wurde 1934 in Berlin von der Polizei geschlossen und alle Kunstwerke beschlagnahmt und vernichtet. Theunert entging nur knapp der Verhaftung und versteckte sich anschließend bis Kriegsende außerhalb Berlins.
1947 übernahm er eine Dozentenstelle an der „Lehrerbildungsstätte für Kunsterzieher an Höheren Schulen“ in Potsdam, doch wurde er bald beschuldigt 'westliche Ideen zu verbreiten'. 1949 wurde er daraufhin entlassen und flüchtete unter Zurücklassung sämtlicher Werke nach West-Berlin. Hier schloss er sich der „Neuen Gruppe“ an und nahm an zahlreichen Ausstellungen u. a. in der Galerie Gerd Rosen und in der gesamten Bundesrepublik teil.
1967 zeigte der Berliner Künstler und Galerist Ben Wagin eine erste große Gesamtschau von Christian Theunert in Berlin. 1985 organisierte Eberhard Roters in der Berlinischen Galerie eine umfangreiche Theunert-Retrospektive. Nach seinem Tode 1981 hinterließ er neben seinen zahlreichen Skulpturen, Bildern, Zeichnungen und Grafiken auch diverse Manuskripte für Hörspiele, Theaterstücke, Romane sowie Gedichte und Lieder.
„Morphium“ (1950/1952), „Wenn der Tauber ruft“ (1955/1965), „Atomzeitlieder auf meiner Trompete“ (1971) sowie viele Tagebuchaufzeichnungen, Notizen, Korrespondenzen, persönliche Unterlagen, Fotos und Ausstellungskataloge wurden 1996 von der Familie dem Archiv der Akademie der Künste vermacht.

## Stimmen zur Persönlichkeit und zum Werk
„Ich habe erlebt, mit welcher Zähigkeit und Verbissenheit er um seine Arbeit gerungen hat, unterbrochen von Krankheitsattacken, hervorgerufen im 1. Weltkrieg und von Wunden, die man ihm im dritten Reich schlug. Wie oft vernichtete und zerschlug er Fertiges – leider!“

„Der Bildhauer Christian Theunert gehört zu den Künstlern, die im Einklang mit der Natur leben und arbeiten. Das heißt aber nicht, daß er die Natur nachahmt. Sie ist ihm der immer geheimnisvoll bleibende Quell seiner Inspiration.“